# Walchensee

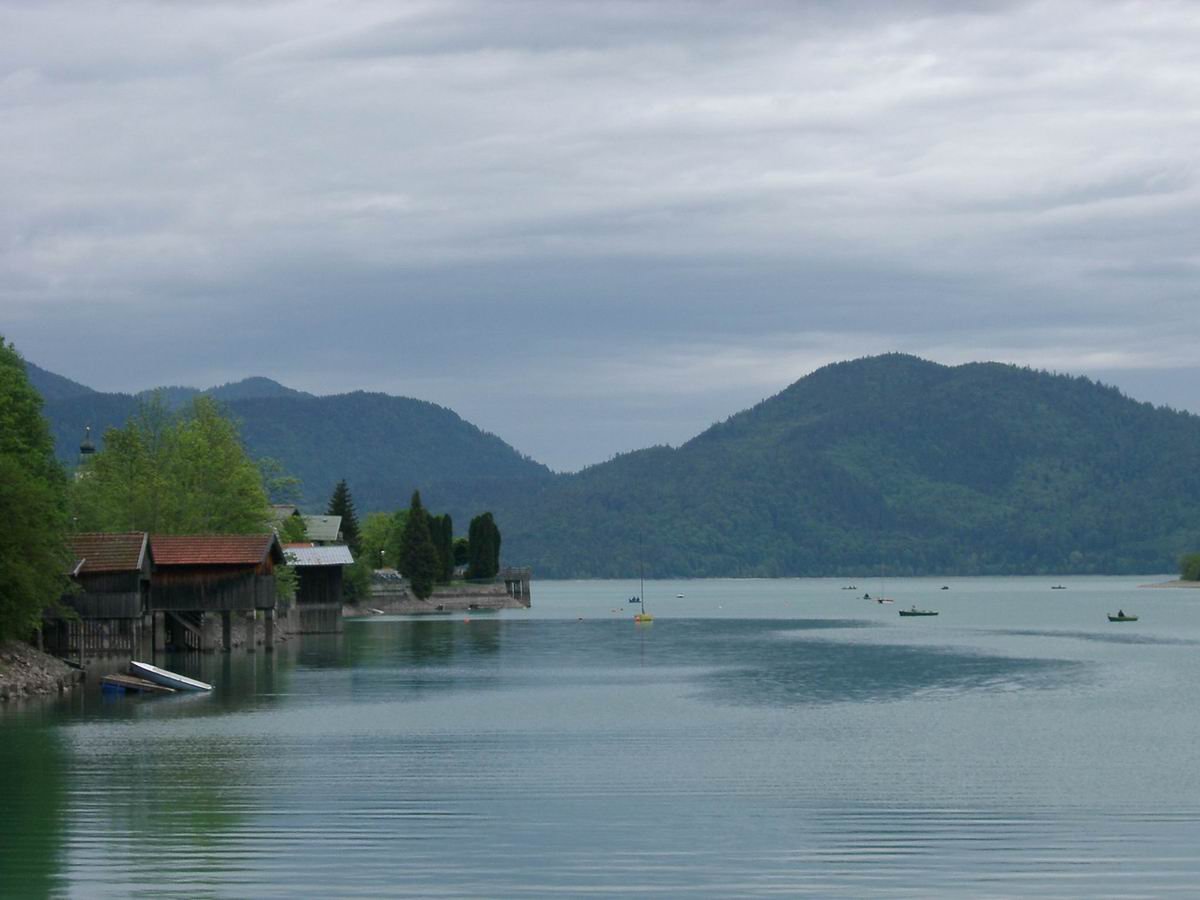
Vista del llac Walchensee

Walchensee és un llac alpí al districte de Tölz de Baviera, Alemanya, en el cercle de l'Alta Baviera. Separat del llac Kochel, situat al nord pels tossals del Kesselberg. El seu punt més llarg, és de 7,5 quilòmetres i la seva major amplada de 5 i fins a 196 metes de profunditat. El llac Walchensee és molt ric en peixos, especialment truites, molls, etc., i està envoltat d'alts turons i els contraforts dels Alps (Benediktinenwand, Heimgarten, Hochkopf, etc.). Al costat del llogaret Walchen, amb una capella i alguns caserius. El desguàs del llac és pel Jachenau a l'Isar.